# HD 38206
HD 38206 est une étoile blanche de la séquence principale. Elle est entourée d'un disque de débris divisé en deux de façon analogues à la ceinture d'astéroïdes et à la ceinture de Kuiper dans le système solaire. La structure de ce disque suggère la présence de plusieurs planètes dans le système.

## Type d'étoile
HD 38206 est une étoile de type spectral A0V (étoile blanche de la séquence principale).

## Localisation
HD 38206 est membre de l'association de la Colombe.

## Système planétaire

### Disque de débris
HD 38206 est entourée d'un disque de débris découvert par IRAS. Des observations ultérieures de Spitzer et Herschel ont montré que ce disque a deux composantes, probablement analogues à la ceinture d'astéroïdes et à la ceinture de Kuiper dans le système solaire. Dans un article à paraître en janvier 2021, Mark Booth et ses collaborateurs annoncent avoir détecté un disque étendu de poussières avec un maximum autour de 180 unités astronomiques et une largeur de 140 unités astronomiques. 
Le disque est vu pratiquement de côté et semble montrer des signes d'asymétrie, avec un meilleur ajustement correspondant à une excentricité de 0,25+0,10
 −0,09. 

### Planètes potentielles
À partir des paramètres déterminés pour le disque, Mark Booth et ses collaborateurs ont cherché à déterminer des limites aux masses de planètes intérieures à la ceinture froide. Selon eux, au moins quatre planètes, chacune d'au moins 0,64 masse jovienne, sont nécessaires pour creuser le sillon séparant la ceinture d'astéroïdes et la ceinture de Kuiper de ce système. En supposant que la planète la plus externe est responsable des perturbations du disque, de la position de son bord interne et de l'excentricité du disque, alors ils ont déterminé que la planète devait avoir une excentricité de 0,34+0,20
 −0,13, une masse de 0,7+0,5
 −0,3 masse jovienne et un demi-grand axe de 76+12
 −13 unités astronomiques.